# Институт Рональда Коуза
Институ́т Ро́нальда Ко́уза (англ. The Ronald Coase Institute) — Научно-исследовательский институт в городе Сент-Луис, США, основанный в 2000 году.
Институт проводит исследования в области новой институциональной экономики, включая изучение проблем измерения трансакционных издержек.
Научным руководителем института является лично Рональд Коуз. В Совет директоров входят известные экономисты: Мэри Ширли (президент института), Кеннет Эрроу и Дуглас Норт.
Институт несколько раз в год организует недельные научные семинары по институциональному анализу (Workshop on Institutional Analysis) в различных странах мира.